# Wahlen zum Senat der Vereinigten Staaten 1834 und 1835
Die Wahlen zum Senat der Vereinigten Staaten 1834 und 1835 zum 24. Kongress der Vereinigten Staaten fanden zu verschiedenen Zeitpunkten statt. Es waren die Halbzeitwahlen (engl. midterm election) in der Mitte von Andrew Jacksons zweiter Amtszeit. Vor der Verabschiedung des 17. Zusatzartikels wurden die Senatoren nicht direkt gewählt, sondern von den Parlamenten der Bundesstaaten bestimmt.
Zur Wahl standen die 16 Sitze der Senatoren der Klasse II, die 1828 und 1829 für eine Amtszeit von sechs Jahren gewählt worden oder später nachgerückt waren. Zusätzlich fanden für zwei dieser Sitze sowie drei der Klasse III Nachwahlen statt, die keine parteipolitischen Änderungen erbrachten. Damit hatten am Ende des 23. Kongresses die Gegner Jackson eine Mehrheit von 26 Sitzen gegen 20 Jacksonians und zwei Nullifier.
Von den 16 regulär zur Wahl stehenden Sitzen waren sieben von Anhängern Präsident Jacksons besetzt, aus denen sich die Demokratische Partei bildete, acht von seinen Gegnern (auch National Republican Party) und einer von der Nullifier Party. Zehn Amtsinhaber wurden wiedergewählt, der Nullifier, drei Gegner Jacksons und sechs seiner Anhänger, von letzteren wechselte einer jedoch ins Lager der Gegner. Einen Sitz konnten die Gegner Jacksons halten, einen weiteren Sitz gewannen die von der Jackson-Faktion, vier Sitze verloren sie an diese. Einen der gewonnenen Sitze verlor die Jackson-Faktion wieder, weil der vom Parlament von Louisiana gewählte Senator sein Mandat aus Gesundheitsgründen nicht antrat. Damit verringerte sich die Mehrheit der Anti-Jacksonians auf 24 gegen 21 Jacksonians und zwei Nullifier, ein Sitz war vakant. Kurz vor Jahresende starb ein Anti-Jacksonian und wurde durch einen Anhänger Jacksons ersetzt, so dass die Gegner ihre Mehrheit verloren, 22 Jacksonians und zwei Nullifier standen gegen 23 Anti-Jacksonians, ein Sitz war vakant.
Zu Veränderungen nach der Wahl siehe auch Liste der Mitglieder des Senats im 24. Kongress der Vereinigten Staaten.

## Ergebnisse

### Wahlen während des 23. Kongresses
Die Gewinner dieser Wahlen wurden vor dem 4. März 1835 in den Senat aufgenommen, also während des 23. Kongresses.
| Staat        | Amtierender Senator | Partei               | Nachwahl   | Datum         | Ergebnis                          | Neuer Senator             |
| ------------ | ------------------- | -------------------- | ---------- | ------------- | --------------------------------- | ------------------------- |
| Georgia      | John Forsyth        | Jackson-Faktion      | Klasse III | 12. Jan. 1835 | von Jackson-Faktion gehalten      | Alfred Cuthbert           |
| Maine        | Peleg Sprague       | Anti-Jackson-Faktion | Klasse II  | 20. Jan. 1835 | Zugewinn Jackson-Faktion          | John Ruggles              |
| Maryland     | Ezekiel F. Chambers | Anti-Jackson-Faktion | Klasse III | 13. Jan. 1835 | von Anti-Jackson-Faktion gehalten | Robert Henry Goldsborough |
| Pennsylvania | William Wilkins     | Jackson-Faktion      | Klasse III | 6. Dez. 1834  | von Jackson-Faktion gehalten      | James Buchanan            |
| Virginia     | William C. Rives    | Jackson-Faktion      | Klasse II  | 26. Feb. 1834 | Zugewinn Anti-Jackson-Faktion     | Benjamin W. Leigh         |

### Wahlen zum 24. Kongress
Die Gewinner dieser Wahlen wurden am 4. März 1835 in den Senat aufgenommen, also bei Zusammentritt des 24. Kongresses. Alle Sitze dieser Senatoren gehören zur Klasse II.
| Staat          | Amtierender Senator    | Partei               | Datum | Ergebnis                                     | Neuer Senator                       |
| -------------- | ---------------------- | -------------------- | ----- | -------------------------------------------- | ----------------------------------- |
| Alabama        | William R. King        | Jackson-Faktion      | 1834  | wiedergewählt                                | William R. King                     |
| Delaware       | John Middleton Clayton | Anti-Jackson-Faktion | 1835  | wiedergewählt                                | John Middleton Clayton              |
| Georgia        | John Pendleton King    | Jackson-Faktion      | 1834  | wiedergewählt                                | John Pendleton King                 |
| Illinois       | John M. Robinson       | Jackson-Faktion      | 1835  | wiedergewählt                                | John M. Robinson                    |
| Kentucky       | George M. Bibb         | Jackson-Faktion      | 1835  | Zugewinn Anti-Jackson-Faktion                | John J. Crittenden                  |
| Louisiana      | George A. Waggaman     | Anti-Jackson-Faktion | 1835  | Verlust Anti-Jackson-Faktion                 | Charles Gayarré (trat Amt nicht an) |
| Maine          | John Ruggles           | Jackson-Faktion      | 1835  | wiedergewählt                                | John Ruggles                        |
| Massachusetts  | Nathaniel Silsbee      | Anti-Jackson-Faktion | 1835  | von Anti-Jackson-Faktion gehalten            | John Davis                          |
| Mississippi    | George Poindexter      | Anti-Jackson-Faktion | 1835  | Zugewinn Jackson-Faktion                     | Robert J. Walker                    |
| New Hampshire  | Samuel Bell            | Anti-Jackson-Faktion | 1835  | Zugewinn Jackson-Faktion                     | Henry Hubbard                       |
| New Jersey     | Theodore Frelinghuysen | Anti-Jackson-Faktion | 1835  | Zugewinn Jackson-Faktion                     | Garret D. Wall                      |
| North Carolina | Bedford Brown          | Jackson-Faktion      | 1835  | wiedergewählt                                | Bedford Brown                       |
| Rhode Island   | Nehemiah R. Knight     | Anti-Jackson-Faktion | 1835  | wiedergewählt                                | Nehemiah R. Knight                  |
| South Carolina | John C. Calhoun        | Nullifier            | 1834  | wiedergewählt                                | John C. Calhoun                     |
| Tennessee      | Hugh Lawson White      | Jackson-Faktion      | 1835  | wiedergewählt, Zugewinn Anti-Jackson-Faktion | Hugh Lawson White                   |
| Virginia       | Benjamin W. Leigh      | Anti-Jackson-Faktion | 1835  | wiedergewählt                                | Benjamin W. Leigh                   |

- wiedergewählt: ein gewählter Amtsinhaber wurde wiedergewählt.

### Wahlen während des 24. Kongresses
Der Gewinner dieser Wahl wurde nach dem 4. März 1835 in den Senat aufgenommen, also während des 24. Kongresses.
| Staat       | Amtierender Senator | Partei               | Nachwahl | Datum         | Ergebnis                 | Neuer Senator     |
| ----------- | ------------------- | -------------------- | -------- | ------------- | ------------------------ | ----------------- |
| Connecticut | Nathan Smith        | Anti-Jackson-Faktion | Klasse I | 21. Dez. 1835 | Zugewinn Jackson-Faktion | John Milton Niles |

## Einzelstaaten
In allen Staaten wurden die Senatoren durch die Parlamente gewählt, wie durch die Verfassung der Vereinigten Staaten vor der Verabschiedung des 17. Zusatzartikels vorgesehen. Das Wahlverfahren bestimmten die Staaten selbst, es war daher von Staat zu Staat unterschiedlich. Teilweise ergibt sich aus den Quellen nur, wer gewählt wurde, aber nicht wie.
Im Gefolge der Präsidentschaftswahl 1824 löste sich das First Party System auf. Die Föderalistische Partei zerfiel, die Republikanischen Partei, die zur Unterscheidung von der 1854 gegründeten Grand Old Party meist als Demokratisch-Republikanische Partei oder Jeffersonian Republicans bezeichnet wird, zerfiel in Faktionen, von denen die Faktion der Anhänger Andrew Jacksons und die seiner Gegner länger Bestand hatten. In den folgenden Jahren entwickelte sich daraus das Second Party System: Aus der Jackson-Faktion wurde die bis heute bestehende Demokratische Partei, aus der Anti-Jackson-Faktion entstand zunächst die National Republican Party, später die United States Whig Party. Zeitweise war auch die im Wesentlichen auf South Carolina beschränkte Nullifier Party im Senat vertreten.